# Offenbach-Post
L’Offenbach-Post est un journal quotidien régional allemand publié à Offenbach-sur-le-Main et l'arrondissement d'Offenbach, dans le Land de Hesse.

## Histoire
Le journal est lancé en 1773 sous le nom d’Offenbacher privilegiertes Real-, Frag- und Anzeigeblatt. Au fil du temps, le journal, qui n'est initialement publié qu'une fois par semaine, devient un quotidien aux noms changeants. En 1870, l’Offenbacher Zeitung est reliée à une agence de presse télégraphique. La Frankfurter Parteiverlag achète le journal après la prise du pouvoir par les nazis en 1939 afin de l'utiliser comme organe du parti.
En 1947, l’Offenbach-Post est fondé par Udo Bintz avec une licence du gouvernement militaire américain ; il est le onzième quotidien autorisé à paraître dans l'Allemagne après la Seconde Guerre mondiale. Le nom est basé sur le Washington Post, dans la zone de distribution duquel vivent des proches de Bintz.
Le bureau se trouve d'abord sur la Grosse Marktstraße au centre d'Offenbach, avec l'imprimerie juste à côté. Un peu plus tard, l’Offenbach-Post fusionne avec l'OZ-Verlag. Le fils d'Udo Bintz, Peter Udo Bintz, reprend la direction de Pressehaus Bintz-Verlag GmbH & Co. KG au début des années 1970.
Les locaux commerciaux, situés sur l'Aliceplatz depuis le début des années 1960, sont transférés en périphérie de la ville dans la Waldstraße en 1997 (imprimerie) et 1998 (maison d'édition). À l'été 1974, la famille Ippen, représentée par Dirk Ippen, acquiert les 50 % des parts détenues par la famille Dohany à Offenbach. 40 % restent détenus par l'éditeur Udo Bintz, les 10 % restants par le directeur de la publication Otto Eberitsch. À cette époque, Dirk Ippen contrôle déjà le Westfälischer Anzeiger et le Kreiszeitung ; il est également l'associé directeur de Merkur Adressenverlag à Einbeck. Le 1er janvier 2005, Ippen reprend les 50 % restants.
De 2006 à février 2011, l’Offenbach-Post donne son nom à une tribune du Stadion am Bieberer Berg, où les Kickers Offenbach jouent leurs matchs à domicile.
Jochen Koch devient rédacteur en chef en avril 2022 à la place d'Axel Grysczyk, qui occupait ce poste depuis janvier 2021. Son prédécesseur Frank Prose était de 2007 à 2021.

## Éditions
L’Offenbach-Post paraît en cinq éditions, qui diffèrent par leurs sections locales. À Hanau, il apparaît sous le titre Hanau-Post, à Langen et Egelsbach sous le nom de Langener Zeitung.
Les éditions de la semaine ont 40 pages, l'édition du samedi a 48 pages. Le mardi, le journal est accompagné d'un supplément petites annonces et le samedi, d'un supplément week-end avec une rubrique voyages.
Le journal est disponible en version électronique depuis avril 2008.
Outre le quotidien, la maison d'édition Offenbach-Post publie 14 journaux publicitaires hebdomadaires, dont deux hors de la zone centrale de distribution dans les quartiers de Francfort de Bornheim et de Sachsenhausen. Le Rhein-Main-Extratipp, journal publicitaire de style tabloïd, est publié le dimanche dans les villes d'Offenbach et de Francfort et dans les arrondissements d'Offenbach et de Darmstadt-Dieburg, ainsi que dans les arrondissements de Groß-Gerau et Main-Taunus.
Deux autres journaux publicitaires paraissent chaque mois dans les quartiers d'Offenbach de Bieber et Bürgel.
Le Dieburger Anzeiger et le Groß-Zimmerner Lokal-Anzeiger appartiennent au groupe d'édition. Ils paraissent trois fois par semaine (lundi, jeudi, samedi) en en-tête dans l'Offenbach-Post avec sa propre section locale.